# Schwaben (Bayern)
 For alternative betydninger, se Schwaben (flertydig). (Se også artikler, som begynder med Schwaben)
Schwaben er både et Bezirk og et Regierungsbezirk i den tyske delstat Bayern. Det er den del af Schwaben som nu hører til Bayern og bliver i daglig tale også kaldt Bayerisch-Schwaben. Administrationsby for både bezirk regierungsbezirk er Augsburg.

## Inddeling
Regierungsbezirk Schwaben omfatter fire Kreisfrie byer og ti landkreise:

### Kreisfrie byer
- Augsburg
- Kaufbeuren
- Kempten (Allgäu)
- Memmingen

### Landkreise
| - Landkreis Aichach-Friedberg - Landkreis Augsburg - Landkreis Dillingen a. d. Donau - Landkreis Donau-Ries - Landkreis Günzburg | - Landkreis Lindau (Bodensee) - Landkreis Neu-Ulm - Landkreis Oberallgäu - Landkreis Ostallgäu - Landkreis Unterallgäu |

## Geografi
Landskabet Bayerisch-Schwaben ligger i den sydvestlige del af Bayern og rækker fra Ries i nord, tikl Allgäu i syd. Mod vest bliver Bayerisch-Schwaben afgrænset af floden Iller, mod syd delvist af Bodensee og i øst af floden Lech og landskabet Lechrain. Området grænser i nord til Mittelfranken, i øst til Oberbayern, i syd til Tirol og Vorarlberg i Østrig og til St. Gallen i Schweiz og i vest til delstaten Baden-Württemberg.
| Landskaber - Allgäu - Donauried - Lechfeld - Mittelschwaben - Nordschwaben - Westliche Wälder - Nördlinger Ries - Oberschwaben - Schwäbisches Donaumoos | Større floder - Brenz - Donau - Egau - Günz - Iller - Kammel - Kessel - Lech - Mindel - Nau - Paar - Schmutter - Singold - Wertach - Wörnitz - Vils - Zusam | Søer - Alpsee (ved Füssen) - Alpsee (ved Immenstadt) - Autobahnsee i Augsburgområdet - Bannwaldsee - Kuhsee i Augsburgområdet - Bodensee - Forggensee - Grüntensee - Haslacher See - Hopfensee - Niedersonthofener See - Rottachsee - Schwansee - Weißensee |